# Vol. 3: (The Subliminal Verses)
Vol. 3: (The Subliminal Verses) е четвъртият пореден албум на американската метъл група Слипнот. Албумът излиза през 2004 г. The Subliminal Verses съдържа характерните за групата тежки вокали, бързи китари и силни барабани, с които Слипнот са добре познати, но освен това се усещат и по-мелодични и тъжни украшения в песните.

## Записване и Продукция
Vol. 3 е третият албум на Slipknot и е много по-различен от предишните два.
Процесът на записване на албума е описан като процес на лекуване за групата. Започват да записват песните в него през 2003г. в така нареченото "имение на Худини" заедно с Рик Рубин, продуцентът на албума. 
Писането и записването на албума започва бавно като членове на групата впоследствие разкриват че е имало период от около 3 месеца в който почти не си говорели. Отношенията с Рубин също куцали със някои от музикантите. Вокалиста Кори Тейлър се борел с алкохолизъм през половината период на записване, а други членове на групата се занимават със странични проекти.
Въпреки трудното начало все пак те преодоляват различията си и събират достатъчно материал за албума.

## Музикални и Лирически Теми
Преди излизането на Vol. 3 (The Subliminal Verses) групата обещава един по-експериментален за тях албум. 
Те спазват обещанието си като за първи път на песни като "Circle" и "Vermilion Pt.2" вместо електрическа китара песента е главно изсвирена от акустична такава. В песни като "The Blister Exists", "Three Nil" и
"Opium of the people" перфектно се демонстрира смес между тежкия метъл от предишните им албуми комбиниран с голямо количество мелодия.
Една от другите големи промени в този албум за разлика от предишните е поведението на вокалиста и главен писател на текстовете на групата Кори Тейлър. В малко песни има само и единствено извикани вокали, а и самите викове са променени. Освен вокалните му изпълнения, текстовете на песните в този албум също са различни, като почти не присъстват псувни. Целта на това била да докаже на хората, че не разчита само на тях в текстовете си.
Освен липсата на псувни няма нищо прекалено странно за текстовете на албума. Използват се много метафори, които символизират теми и чувства като гняв и други.

## Песни в албума
1. Prelude 3.0 – 3:57
2. The Blister Exists – 5:19
3. Three Nil – 4:48
4. Duality – 4:12
5. Opium of the People – 3:12
6. Circle – 4:22
7. Welcome – 3:15
8. Vermilion – 5:16
9. Pulse of the Maggots – 4:19
10. Before I Forget – 4:38
11. Vermilion Pt. 2 – 3:44
12. The Nameless – 4:28
13. The Virus of Life – 5:25
14. Danger – Keep Away – 3:16

### Специален бонус диск
1. Don't Get Close – 3:47 (B-Side от сингъла Duality)
2. Scream – 4:31 (B-Side от сингъла Vermilion)
3. "Vermilion (Terry Date ремикс)" – 5:25
4. Danger – Keep Away – 7:55 (Пълната версия)
5. The Blister Exists – 5:17 (На живо)
6. Three Nil – 4:57 (На живо)
7. Disasterpiece – 5:25 (На живо от Лондон)
8. "People = Shit" – 3:54 (На живо)